# バレーボールタイ王国男子代表
バレーボールタイ王国男子代表は、バレーボールの国際大会で編成されるタイ王国の男子バレーボールナショナルチームである。

## 歴史
1964年に国際バレーボール連盟へ加盟。1987年アジア選手権に初出場し14位。 世界選手権はタイ王国女子代表とともに1998年世界選手権で初出場を果たし19位に終わった。2002年大会以降はアジア予選で敗退している。2008年に行われた北京オリンピック世界最終予選は7戦全敗を喫し最下位の8位で敗退した。

## 過去の成績

### オリンピックの成績
- 2008年 - 最終予選敗退

### 世界選手権の成績
1949年から1994年まで出場なし
- 1998年 - 19位
- 2002年 - アジア予選敗退
- 2006年 - アジア予選敗退
- 2010年 - アジア予選敗退

### アジア選手権の成績
| - 1987年 - 14位 - 1989年 - 15位 - 1991年 - 9位 - 1993年 - 7位 - 1995年 - 7位 - 1997年 - 11位 | - 2003年 - 10位 - 2005年 - 5位 - 2007年 - 6位 - 2009年 - 13位 |  |